# Euriphene karschi
Euriphene karschi är en fjärilsart som beskrevs av Aurivillius. Euriphene karschi ingår i släktet Euriphene och familjen praktfjärilar. Inga underarter finns listade i Catalogue of Life.